# ألبرت إتش روبرتس
ألبرت إتش روبرتس (بالإنجليزية: Albert Houston Roberts) هو محامي وقاضي أمريكي، ولد في 4 يوليو 1868 في مقاطعة أوفرتون في الولايات المتحدة، وتوفي في 25 يونيو 1946 في ناشفيل في الولايات المتحدة.